# Der Fuehrer's Face

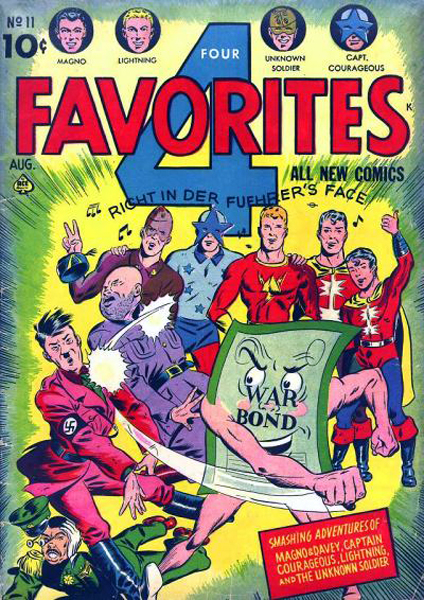
A capa da revista em quadrinhos norte-americana Four Favorites número 11 de agosto de 1943, mostra os quatro favoritos — da esquerda para a direita, Soldado Desconhecido, Capitão Coragem, Relâmpago e Magno, o Homem-Magnético (acompanhado de Davey, seu parceiro mirim) — cantando "Der Fuehrer's Face" ao fundo, enquanto um forte e poderoso "Bônus de Guerra" bate simultaneamente em Hirohito, Adolf Hitler e Benito Mussolini

Der Fuehrer's Face é um curta-metragem de animação produzido pelos Estúdios Disney em 1942 e protagonizado pelo Pato Donald. É também o nome de uma canção de Oliver Wallace presente neste mesmo curta. O curta, de orientação anti-nazista, foi dirigido por Jack Kinney e originalmente lançado nos cinemas dos Estados Unidos em 1 de janeiro de 1943 pela RKO Pictures. Venceu o Oscar de melhor curta de animação e foi eleito o vigésimo segundo melhor curta de animação da história do cinema americano de acordo com o livro The 50 Greatest Cartoons de Jerry Beck.

## Enredo
Uma banda militar alemã, cujos membros incluem Hideki Tojo no sousafone, Heinrich Himmler no tambor, Joseph Goebbels no trombone, Hermann Göring no piccolo e Benito Mussolini no bumbo, marcha por uma pequena cidade industrial da Alemanha (provavelmente a "Nazilândia" citada na canção) onde tudo, desde árvores a nuvens, é decorado com suásticas. Enquanto marcham, cantam as virtudes da doutrina nazi-fascista. Eles se dirigem até a casa do Pato Donald e o acordam para o trabalho, perfurando-lhe com uma baioneta. Por causa do racionamento de comida durante a Segunda Guerra Mundial, o café da manhã de Donald se consiste de apenas uma fina fatia de pão (tão duro que requer uma serra para ser cortado), café feito com um único grão e um spray que tem o gosto de ovos com bacon. Também por causa do racionamento da guerra, o uniforme de trabalho de Donald é feito completamente de papel. Após o café da manhã, a banda obriga Donald a ler um trecho de Mein Kampf e depois o escolta até a fábrica onde trabalha.
Donald chega à fábrica onde trabalha - localizada num bairro de aspecto muito sombrio - e começa sua jornada de trabalho de quarenta e oito horas diárias. O trabalho de Donald é finalizar a montagem de artigos de artilharia. Da esteira de onde saem os produtos que deve montar saem também fotos do Führer Adolf Hitler, o que faz com que ele deva gritar "Heil Hitler" e trabalhar ao mesmo tempo. O ritmo da esteira acelera, fazendo com que seja cada vez mais difícil para Donald concluir todas as tarefas que deve. Ao mesmo tempo, ele é bombardeado por mensagens de propaganda que falam sobre a superioridade da raça ariana e de como é glorioso trabalhar para o Führer.
Depois de "férias pagas", o que consiste em ficar alguns segundos em frente a um painel dos Alpes, Donald é forçado a fazer hora extra. Assim sendo, Donald não aguenta mais trabalhar e acaba sofrendo um colapso nervoso com alucionações em que tudo se transforma em produtos de artilharia. Quando as alucinações acabam, Donald percebe que está em sua cama nos Estados Unidos e, portanto, tudo não passou de um pesadelo. Na última cena, Donald abraça uma miniatura da Estátua da Liberdade e exclama: "como é bom ser um cidadão dos Estados Unidos da América!", uma consolidação de que o estilo de vida americano é o melhor. Ao final, um tomate atinge a face de Hitler, formando as palavras "The End" ("Fim").

## Prêmios e indicações
- 1943: Oscar de melhor curta de animação (vencedor)